# Stergusa
Stergusa is een geslacht van spinnen uit de familie springspinnen (Salticidae).

## Soorten
De volgende soorten zijn bij het geslacht ingedeeld:
- Stergusa aurata Simon, 1902
- Stergusa aurichalcea Simon, 1902
- Stergusa improbula Simon, 1889
- Stergusa incerta Prószyński & Deeleman-Reinhold, 2010
- Stergusa stelligera Simon, 1902